# Inestabilidad baroclínica
La inestabilidad baroclínica es un mecanismo meteorológico que proporciona energía a las perturbaciones sinópticas de la atmósfera terrestre. Se trata del mecanismo principal en las latitudes medias terrestres. La fuente de esta energía es el flujo principal.
Para las condiciones normales de estabilidad estática la longitud de onda de máxima inestabilidad baroclínica es de unos 4.000 km y el viento térmico necesario es de unos 4 m/s. Dado que estos números están dentro de lo habitual en los sistemas sinópticos medios se concluye que la inestabilidad baroclínica es el mecanismo principal que proporciona energía a estas perturbaciones.